# Moosin: God of Martial Arts
Moosin: God of Martial Arts – gala MMA promowana przez Coreya Fischera i Erica Escha we współpracy z koreańską organizacją Moosin. Walką wieczoru był pojedynek Mariusza Pudzianowskiego z byłym dwukrotnym mistrzem organizacji UFC, Timem Sylvią.

## Lista walk
- Waga superciężka:  Tim Sylvia vs.  Mariusz Pudzianowski

Sylvia zwyciężył poprzez poddanie (ciosy pięściami) w 1:43 min. rundy 2
- Waga ciężka:  Josh Barnes vs.  Travis Wiuff

Wiuff zwyciężył poprzez KO (ciosy pięściami) w 0:34 sek. rundy 1
- Waga średnia:  Travis Lutter vs.  Rafael Natal

Natal zwyciężył poprzez TKO (ciosy pięściami) w 4:12 min. rundy 1
- Waga lekka:  Yves Edwards vs.  Mike Campbell

Campbell zwyciężył jednogłośnie na punkty (29-28, 29–28, 29–28)
- Kobiety (130 lbs):  Tara LaRosa vs.  Roxanne Modafferi

Modafferi zwyciężyła niejednogłośną decyzją na punkty (30–27, 28–29, 29–28).
- Waga lekkopółciężka:  Kim Ho Jin vs.  Łukasz Jurkowski

Jurkowski zwyciężył poprzez TKO (ciosy pięściami) w 2:22 min. rundy 1
- Waga półśrednia:  Ralph Johnson vs.  Forrest Petz

Petz zwyciężył jednogłośnie na punkty (30–27, 29–28, 29–28)
- Waga półśrednia:  Matt Lee vs.  Brett Oteri

Lee zwyciężył poprzez KO (ciosy pięściami) w 1:46 min. rundy 2
- Waga średnia:  Frederic Belleton vs.  Anthony Lapsley

Lapsley zwyciężył poprzez poddanie (dźwignia na kolano) w 0:59 sek. rundy 1
- Waga ciężka:  Paul Barry vs.  Stipe Miocic

Miocic zwyciężył poprzez TKO (ciosy pięściami) w 1:32 min. rundy 2